# Bataille de Kunyang
Bataille de la Révolte des Lulins
La bataille de Kunyang (昆陽之戰), qui a eu lieu entre les mois de juin et juillet de l'an 23, oppose les troupes des Lulin à celles de la Dynastie Xin. Les forces de Lulin sont commandées par Liu Xiu, qui deviendra plus tard l'empereur Han Guang Wudi, tandis que les troupes Xin, beaucoup plus nombreuses, sont sous les ordres de Wang Yi et Wang Xun (王尋). Wang Xun est tué alors qu'il lance une attaque insensée contre les forces de Liu avec un petit contingent de ses soldats. Les soldats Lulin perturbent le reste de l'armée Xin, forçant Wang Yi à se retirer. Cette bataille décisive a conduit à la chute de la dynastie Xin.

## Contexte
À la fin de la dynastie Xin, des rébellions paysannes éclatent dans tout le pays. Elles ont toutes pour cible Wang Mang, le fondateur et seul empereur de la dynastie Xin, qui a démontré son incompétence au cours des années de son règne. Les appels au rétablissement de la dynastie Han, renversés par Wang Mang, sont de plus en plus nombreux. Écoutant ces appels, les dirigeants de la rébellion des Lulin proposent à Liu Xuan de devenir l'empereur de la nouvelle dynastie Han.
Wang Mang décide d'écraser cette nouvelle dynastie Han avant qu'elle ne prenne de l'ampleur. Pour mener à bien cette mission, il envoie son cousin Wang Yi et son Premier ministre Wang Xun attaquer les Lulin, avec une puissante armée forte de plusieurs centaines de milliers d'hommes. Pour résister à un tel déploiement de puissance, les troupes des Lulin sont divisées en deux :
- La première armée est dirigée par Wang Feng, Wang Chang et Liu Xiu
- La seconde, qui représente le gros des troupes, est commandée par Liu Yan .

Wang Feng, Wang Chang et Liu Xiu s'emparent rapidement des châteaux de Kunyang (昆陽), Dingling (定陵) et Yanxian (郾縣). Pendant ce temps, Liu Xiu commence à attaquer Yangguan (關), mais après avoir appris l'arrivée du gros des troupes Xin, il décide de se replier à Kunyang. Les 9 000 soldats Lulins de Kunyang, largement surpassés en nombre par les Xin, commencent par vouloir se disperser et se replier vers Jingzhou, mais Liu Xiu s'y oppose. Il préconise de rester à Kunyang ou les soldats seront plus en sécurité, car une armée dispersée serait une proie facile. Liu Xiu promet de rassembler toutes les autres troupes disponibles dans les zones environnantes et d'attaquer les forces Xin depuis l'extérieur de la ville. Après avoir commencé par rejeter l'idée de Liu Xiu, les soldats rebelles finissent par accepter.

## La bataille
Alors que les forces Xin s'approchent de Kunyang par le nord, Liu Xiu profite de la nuit sortir de la ville avec 13 cavaliers afin d'obtenir des renforts de Dingling et Yanxian.
Wang Yi, le commandant de l'armée Xin, misant tout sur ses énormes effectifs, déclare que son armée "anéantira tout sur son passage, massacrera (les habitants de) la ville et dansera dans (leur) sang". Il commence immédiatement à assiéger la ville. Face aux tours de siège et aux tunnels creusés sous les murs du château, les défenseurs de Kunyang résistent jusqu'au retour de Liu Xiu, qui arrive le 7 juillet avec 10 000 fantassins et cavaliers. À ce moment-là, le moral des troupes Xin chute, tandis que celui des soldats Lulin remonte avec le retour de Liu. Ce dernier saisit cette occasion pour attaquer les Xin avec 1 000 hommes, tandis qu'une autre brigade de 3 000 soldats se dirige vers les arrières de ces derniers pour attaquer leur camp principal. Wang Yi, qui continue de sous-estimer les Lulin, prend personnellement le commandement de 10 000 hommes et part avec Wang Xun pour attaquer l'ennemi, tout en ordonnant au reste de ses troupes de rester sur leurs positions à moins qu'il ne leur ordonne d'attaquer. Cependant, une fois engagées dans la bataille, et voyant qu'Yi subit de légères pertes, les autres unités hésitent à les aider et, finalement, Liu Xiu tue Wang Xun au combat. Après la mort de Xun, les soldats Lulin présents à l'intérieur de Kunyang sortent tous de la ville et attaquent les autres unités Xin. Malgré ses effectifs beaucoup plus importants, l'armée Xin s'effondre et ses troupes se débandent. À la misère des forces de Xin s'ajoute une tempête soudaine qui provoqua une inondation tout aussi soudaine, qui provoque la noyade d'un grand nombre d'hommes en fuite.

## Conséquences
Incapable de rassembler la plupart de ses hommes, Wang Yi doit se replier avec les quelques milliers de soldats qui lui reste pour retourner à Luoyang. Dès que la nouvelle de la bataille de Kunyang se répand dans tout l'empire, des soulèvements populaires se multiplient aux quatre coins de l'empire, les chefs de ces révoltés finissant souvent par tuer les représentants du gouvernement local et se présenter comme des représentants du nouveau régime han. En un mois, presque toute la Chine échappe au contrôle de la dynastie Xin, qui finit par s'effondrer le 6 octobre 23, date à laquelle Wang Man est tué dans son palais de Chang'an.
Finalement, après bien des années de guerre civile, Liu Xiu élimine un par un ses rivaux et réunifie la Chine sous l'autorité des Han orientaux.